# Encephalartos
Genre
Encephalartos, du grec cephale, tête, et artos, pain, est un genre de plantes appartenant à la famille des Zamiaceae. Originaires d'Afrique, leur nom fait référence à la farine obtenue à partir du tronc de certaines espèces et consommées par les peuples locaux.

## Caractéristiques
Les Encephalartos sont des arbustes à l'aspect de palmier, avec le plus souvent de grosses tiges pachycaules aériennes ou souterraines portant, implantées en spirale, de nombreuses feuilles pennées aux folioles épineuses.
Les Encephalartos sont des espèces dioïques. Il existe des pieds mâles et des pieds femelles.

## Distribution

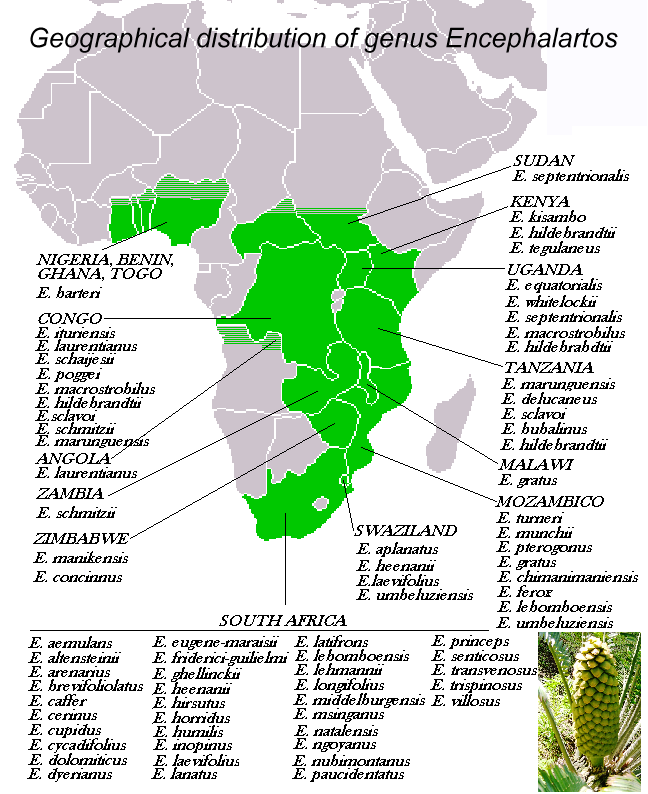
Distribution en Afrique.

Ce sont des plantes originaires d'Afrique.

## Classification
C'est au botaniste allemand Johann Georg Christian Lehmann (1792-1860) en 1834 que l'on doit cette distinction dans le groupe des cycas qui jusqu'alors faisaient tous partie du genre Zamia.

## Liste d'espèces
Selon World Checklist of Selected Plant Families (WCSP) (28 avril 2015) :

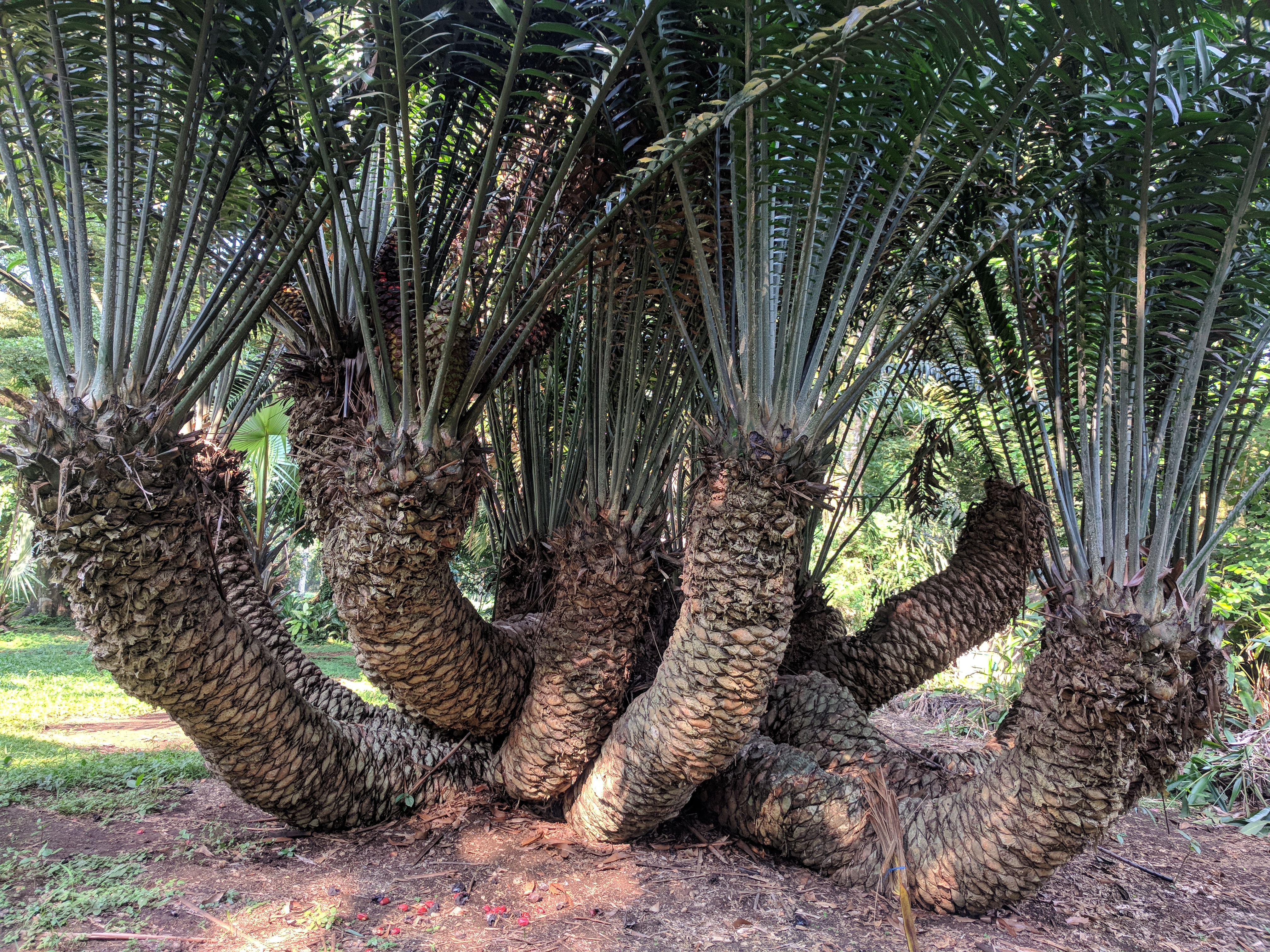
Un encephalartos natalensis dans le jardin botanique de Limbé, Cameroun. Juillet 2018.

- Encephalartos aemulans Vorster (1990)
- Encephalartos altensteinii Lehm. (1834)
- Encephalartos aplanatus Vorster (1996)
- Encephalartos arenarius R.A.Dyer (1955)
- Encephalartos barteri Carruth. ex Miq. (1868)
- Encephalartos brevifoliolatus Vorster (1996)
- Encephalartos bubalinus Melville (1957)
- Encephalartos caffer (Thunb.) Lehm. (1834)
- Encephalartos cerinus Lavranos & D.L.Goode (1989)
- Encephalartos chimanimaniensis R.A.Dyer & Verdoorn (1969)
- Encephalartos concinnus R.A.Dyer & Verdoorn (1969)
- Encephalartos cupidus R.A.Dyer (1971)
- Encephalartos cycadifolius (Jacq.) Lehm. (1834)
- Encephalartos delucanus Malaisse, Sclavo & Crosiers (1992)
- Encephalartos dolomiticus Lavranos & D.L.Goode (1988)
- Encephalartos dyerianus Lavranos & D.L.Goode (1988)
- Encephalartos equatorialis P.J.H.Hurter (1995)
- Encephalartos eugene-maraisii Verd. (1945)
- Encephalartos ferox G.Bertol. (1851)
- Encephalartos flavistrobilus I.S.Turner & Sclavo (2006)
- Encephalartos friderici-guilielmi Lehm. (1834)
- Encephalartos ghellinckii Lem. (1868)
- Encephalartos gratus Prain (1916)
- Encephalartos heenanii R.A.Dyer (1972)
- Encephalartos hildebrandtii A.Braun & C.D.Bouché (1874)
- Encephalartos hirsutus P.J.H.Hurter (1996)
- Encephalartos horridus (Jacq.) Lehm. (1834)
- Encephalartos humilis Verd. (1951)
- Encephalartos inopinus R.A.Dyer (1964)
- Encephalartos ituriensis Bamps & Lisowski (1990)
- Encephalartos kisambo Faden & Beentje (1989)
- Encephalartos laevifolius Stapf & Burtt Davy (1926)
- Encephalartos lanatus Stapf & Burtt Davy (1926)
- Encephalartos latifrons Lehm. (1838)
- Encephalartos laurentianus De Wild., Ann. Mus. Congo Belge, Bot., sér. 5 (1903)
- Encephalartos lebomboensis Verd. (1949)
- Encephalartos lehmannii Lehm. (1834)
- Encephalartos longifolius (Jacq.) Lehm. (1834)
- Encephalartos mackenziei L.E.Newton (2002)
- Encephalartos macrostrobilus Scott Jones & Wynants (1997)
- Encephalartos manikensis (Gilliland) Gilliland (1939)
- Encephalartos marunguensis Devred (1958)
- Encephalartos middelburgensis Vorster, Robbertse & S.van der Westh. (1989)
- Encephalartos msinganus Vorster (1996)
- Encephalartos munchii R.A.Dyer & Verdoorn (1969)
- Encephalartos natalensis R.A.Dyer & Verdoorn (1951)
- Encephalartos ngoyanus Verd. (1949)
- Encephalartos nubimontanus P.J.H.Hurter (1995)
- Encephalartos paucidentatus Stapf & Burtt Davy (1926)
- Encephalartos poggei Asch. (1878)
- Encephalartos princeps R.A.Dyer (1965)
- Encephalartos pterogonus R.A.Dyer & Verdoorn (1969)
- Encephalartos relictus P.J.H.Hurter (2001)
- Encephalartos schaijesii Malaisse, Sclavo & Crosiers (1993)
- Encephalartos schmitzii Malaisse (1969)
- Encephalartos sclavoi De Luca, D.W.Stev. & A.Moretti (1987-1988 publ. 1989)
- Encephalartos senticosus Vorster (1996)
- Encephalartos septentrionalis Schweinf. ex Eichler (1887)
- Encephalartos tegulaneus Melville (1957)
- Encephalartos transvenosus Stapf & Burtt Davy (1926)
- Encephalartos trispinosus (Hook.f.) R.A.Dyer (1965)
- Encephalartos turneri Lavranos & D.L.Goode, Garcia de Orta (1985 publ. 1988)
- Encephalartos umbeluziensis R.A.Dyer (1951)
- Encephalartos villosus Lem. (1868)
- Encephalartos whitelockii P.J.H.Hurter (1995)
- Encephalartos woodii Sander, Gard. Chron., ser. 3 (1908)